# Любимовка (Николаевская область)
Любимовка (укр. Любимівка) — село в Снигирёвском районе Николаевской области Украины.
Основано в 1919 году. Население по переписи 2001 года составляло 121 человек. Почтовый индекс — 57350. Телефонный код — 5162.

## Местный совет
57332, Николаевская обл., Снигирёвский р-н, с. Калиновка, ул. Куйбышева, 17